# GAZ-AAA
GAZ-AAA a fost un camion de mare tonaj produs de GAZ în perioada 1935-1944. Acesta se baza pe GAZ-AA și GAZ-MM. Aproximativ 30.000 de unități ale vehiculului au fost vândute și cele mai multe dintre ele au fost utilizate în al doilea război mondial. Vehiculul a fost exportat și în Cuba și Mexic. Vehiculul a fost utilizat în cea mai mare parte de Uniunea Sovietică, Bulgaria, România, Croația și Cuba, în special de către militari. Vehiculul a fost proiectat cu ajutorul Renault, dar vehiculul se baza pe Ford Model AA și variantele sale sovietice (GAZ-AA, GAZ-MM).
Vehiculul nu a fost în mare parte disponibil pentru public, spre deosebire de camioanele GAZ-AA și GAZ-MM, datorită designului său militar. Din acest motiv, multe camioane GAZ-AA și GAZ-MM au supraviețuit, dar camioanele GAZ-AAA sunt destul de rare, deoarece cele mai multe dintre ele au fost distruse sau retrase. Vehiculul a fost întrerupt în cele din urmă în 1944 odată cu introducerea unor vehicule militare mai moderne precum vehiculele GAZ-64 și GAZ-67. Vehiculul a fost înlocuit de camionul GAZ-63. GAZ-AAA a văzut serviciul militar până la mijlocul anilor 1960, când GAZ-63 l-a înlocuit în cele din urmă.